# بیبی تی‌وی
بیبی تی‌وی به انگلیسی:(Baby tv) یک کانال تلویزیونی بین‌المللی برای نوزادان، کودکان نوپا و والدین است که متعلق به گروه Fox Networks Group می‌باشد که خود نیز زیر نظر شرکت والت دیزنی اداره می‌شود که در نهایت متعلق به شرکت والت دیزنی است. بیبی تیوی در سال ۲۰۰۳ راه اندازی شد و در بیش از ۱۰۰ کشور جهان پخش می‌شود و به ۱۸ زبان زنده جهان هم‌اکنون در حال پخش می می‌باشد شود. همچنین از سال ۲۰۱۳ این کانال تبلیغات تلویزیونی پخش نمی‌کند.